# Sofia Leonor de Hesse-Darmstadt
Sofia Leonor de Hesse-Darmstadt (em alemão, Sophie Eleonore von Hessen-Darmstadt; 7 de janeiro de 1634 - 7 de outubro de 1663) foi uma nobre alemã, esposa do conde Guilherme Cristóvão de Hesse-Homburgo.

## Família
Sofia era a quarta filha do conde Jorge II de Hesse-Darmstadt e da princesa Sofia Leonor da Saxónia. Os seus avós paternos eram o conde Luís V de Hesse-Darmstadt e a marquesa Madalena de Brandemburgo. Os seus avós maternos eram o príncipe-eleitor João Jorge I da Saxónia e a duquesa Madalena Sibila da Prússia.

## Casamento
Sofia Leonor casou-se no dia 21 de abril de 1650, em Darmstadt, com seu primo-irmão, o conde Cristóvão Guilherme de Hesse-Homburgo. Por causa do casamento, o conde ficou alojado no Castelo de Bingenheim, no território de Darmstadt, e acabou por preferir viver lá a morar na sua antiga residência em Hesse-Homburgo. O casal visitava a família do noivo ocasionalmente, mas Cristóvão ficou tão ligado a Darmstadt que até recebeu o título de conde de Hesse-Bingenheim do seu sogro e tio, o conde Jorge II de Hesse-Darmstadt. Como todos os filhos varões do casal morreram nos primeiros meses de nascidos, o título de conde de Hesse-Homburgo passou para o irmão mais novo de Cristóvão.

## Hesse-Bingenheim
Após a morte de Cristóvão, houve controvérsia na família sobre quem deveria herdar o território de Hesse-Bingenheim - Homburgo ou Darmstadt. A disputa foi resolvida pela regente de Darmstadt, a duquesa Isabel Doroteia de Saxe-Gota-Altemburgo que conseguiu provar que os seu filho mais velho, o futuro conde Ernesto Luís de Hesse-Darmstadt, era o herdeiro legitimo.

## Descendência
- Frederico de Hesse-Homburgo (nascido e morto 12 de março de 1651)
- Cristina Guilhermina de Hesse-Homburgo (30 de junho de 1653 - 16 de maio de 1722), casada com o duque Frederico I de Mecklemburgo-Schwerin; com descendência.
- Leopoldo Jorge de Hesse-Homburgo (25 de outubro de 1654 - 26 de fevereiro de 1675); morreu aos vinte anos de idade; sem descendência.
- Frederico de Hesse-Homburgo (nascido e morto a 5 de setembro de 1655).
- Guilherme de Hesse-Homburgo (13 de agosto de 1656 - 4 de setembro de 1656), morreu com menos de um mês de idade.
- Carlos Guilherme de Hesse-Homburgo (6 de maio de 1658 - 13 de dezembro de 1658), morreu aos seis meses de idade.
- Frederico de Hesse-Homburgo (nascido e morto a 20 de junho de 1659)
- Sofia Madalena de Hesse-Homburgo (24 de abril de 1660 - 22 de maio de 1720), casada com o conde Maurício Guilherme de Solms-Greifenstein; com descendência.
- Frederico Guilherme de Hesse-Homburgo (29 de novembro de 1662 - 5 de março de 1663), morreu aos quatro meses de idade.